# 符觀
符觀（1444年—1528年），字衍觀，號活溪，江西臨江府新喻縣人，民籍，明朝政治人物。

## 生平
弘治二年（1489年）己酉科江西鄉試第十一名。弘治三年（1490年）聯捷庚戌科會試第五名，登三甲第七十名進士。授溧阳知县，升高州府同知，丁父忧，服除补辰州府。正德四年己巳（1509年）正月擢廣西按察司僉事，分巡左江。五年八月升浙江布政司右参议，九月调任山东，六年正月考察以年老有疾致仕。嘉靖七年卒，享年八十五。

## 家族
曾祖符志讓；祖父符丕訓（符剛）；父符廵嶽（符勤），母羅氏；繼母敖氏。